# Ноздрань Олена Іванівна
Олена Іванівна Ноздрань (народилася 20 липня 1975 у м. Дніпропетровську, УРСР) — українська бадмінтоністка. Майстер спорту міжнародного класу.
Перший тренер — Лілія Щеглова, С. В. Бендін. Учасниця Олімпійських ігор 1996 в Атланті, Олімпійських ігор 2000 у Сіднеї.
Чемпіон України в одиночному розряді (1993, 1994, 1995, 1996, 1997, 1998, 1999, 2000, 2001, 2002, 2004, 2005, 2006), парному розряді (1994, 1995, 1996, 1997, 1998, 1999, 2001, 2004, 2005, 2006, 2007), змішаному парному розряді (1998, 2001, 2002, 2003, 2004, 2005, 2006, 2007). Бронзовий призер Кубка Європи (1997, 1998). Учасниця чемпіонату світу 2005, чемпіонатів Європи 2004, 2006.
Переможниця Hungarian International в одиночному розряді (1997), змішаному парному розряді (1993). Переможниця Bulgarian International в одиночному розряді (1995, 1999), парному розряді (1994). Переможниця Slovak International в одиночному розряді (1994, 1995), парному розряді (1994, 1995). Переможниця Polish Open в одиночному розряді (1999), змішаному парному розряді (2004). Переможниця Portugal Open в одиночному розряді (2000).